# Convento dei Cappuccini (Modica)
Il convento dei Cappuccini, con l'annessa chiesa, è un complesso religioso situato a Modica, in provincia di Ragusa.

## Storia
I cappuccini giunsero a Modica nel 1556. Il Consiglio Generale di città, infatti, il 30 agosto 1556, mediante atto ufficiale, si impegnava ad ospitare i frati e a provvedere al loro sostentamento.
Il primitivo sito in cui si stanziarono, fu presso la chiesa di San Sebastiano, luogo che prese il nome di "San Francesco alla Cava”.
Nel 1570 furono avviati i lavori per la costruzione del nuovo convento, nella parte occidentale della città, nei pressi della preesistente chiesa dedicata alla Madonna delle Grazie; completata la struttura, i frati vi si trasferirono nel 1573.
Durante l'epidemia di peste, che nel 1576 pervase tutta la Sicilia, e che colpì anche la città di Modica, mietendo numerose vittime, i frati cappuccini si dedicarono al prezioso servizio degli appestati nei lazzaretti.
Il sisma che colpì il Val di Noto nel 1693, danneggiò ma non distrusse l'edificio, il quale nella prima metà del Settecento, ad opera di padre Arcangelo da Modica, venne restaurato ed ampliato, ad eccezione della piccola chiesa, la quale venne demolita e ricostruita di più grandi dimensioni.
Con la soppressione degli ordini religiosi, del 1866, il convento divenne di proprietà del demanio. Riacquistato nel 1892, fu sede della Curia Provinciale fino al 1932.
Nel corso degli anni, in più occasioni, il convento è stato scelto quale luogo di formazione: noviziato, post-noviziato, studentato filosofico e teologico.

## Descrizione

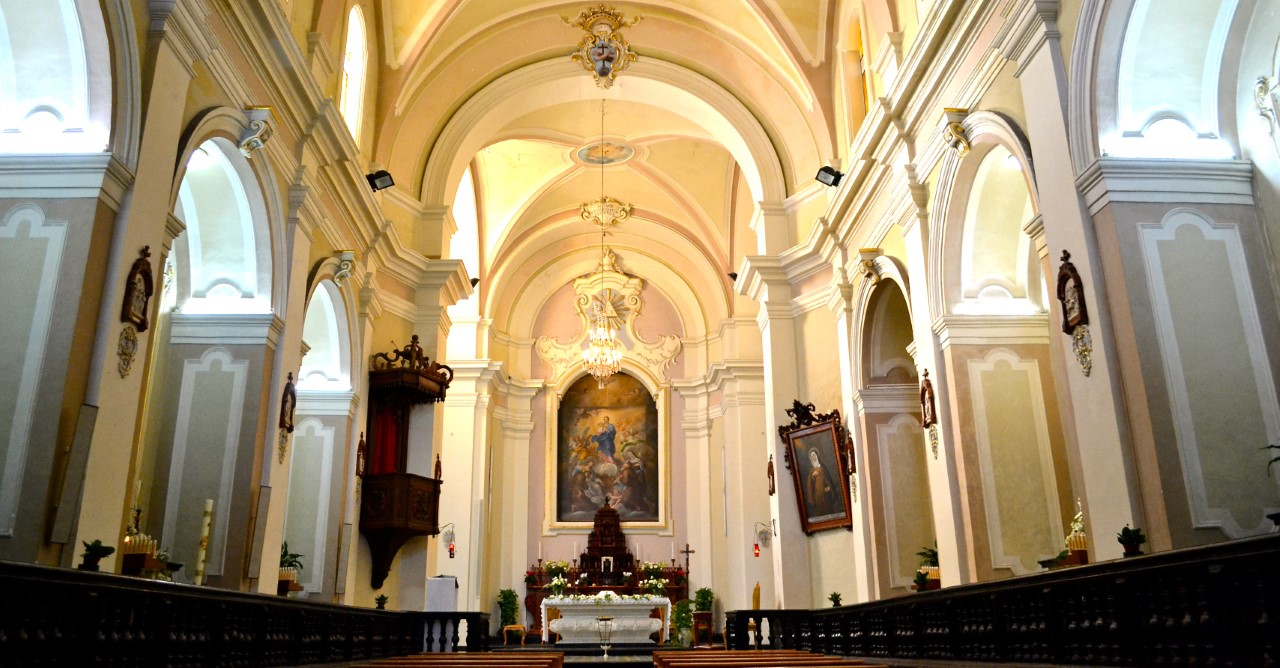
Chiesa dei Cappuccini di Modica

Dall'architettura sobria, l'edificio, che rispecchia i canoni classici dei conventi cappuccini, si struttura attorno ad un ampio chiostro quadrangolare, lastricato con basole di pietra locale, con al centro un suggestivo pozzo.
La chiesa, dedicata alla Madonna delle Grazie, possiede una particolarissima balaustra, in pietra nera di Ragusa, alta 79 centimetri, che dal presbiterio percorrendo i lati della chiesa ne separa la navata dai sei altari laterali.
La pala d'altare Maggiore, attribuita a Michelangelo Cerruti (XVIII sec.), ritrae l'Immacolata Concezione con santi francescani (San Francesco e Santa Chiara). Collocata dietro la tela, in una grande cappella, la statua della Madonna con Bambino, attorniata da un gruppo di statue lignee, di ottima fattura, denominato Paradiso.
Di notevole pregio la custodia, nella forma del tempietto rinascimentale, espressione dell'artigianato ligneo cappuccino del XVIII sec.